# Gomel
Gomel, também conhecida como Homiel ou Homel (em bielorrusso e russo: Гомель, AFI: [ˈɣomʲelʲ], biel., ou AFI: [ˈɡomʲɪlʲ], rus., translit: Homieĺ) é uma cidade da Bielorrússia, centro administrativo do Voblast de Homiel e a segunda maior do país. Tem uma população de 479.935 (estimativa de 2006) e situa-se na parte sudeste do país, na margem esquerda do rio Soj. Localiza-se nas proximidades da fronteira com a Ucrânia, e da usina nuclear de Chernobyl; embora tenha sido bastante contaminada pelo desastre de Chernobyl, ocorrido em 1986, seus residentes nunca foram evacuados e a população continuou, no geral, a crescer. A cidade é servida pelo Aeroporto de Gomel.